# Hahncappsia chiapasalis
Hahncappsia chiapasalis là một loài bướm đêm trong họ Crambidae.